# Dom Studencki „Pancernik” we Wrocławiu

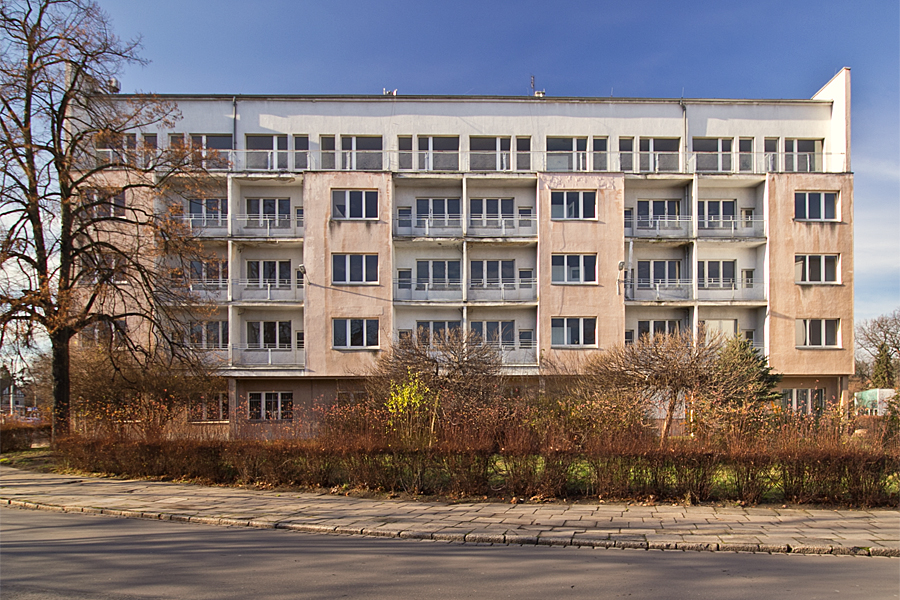
Widok budynku od strony wschodniej

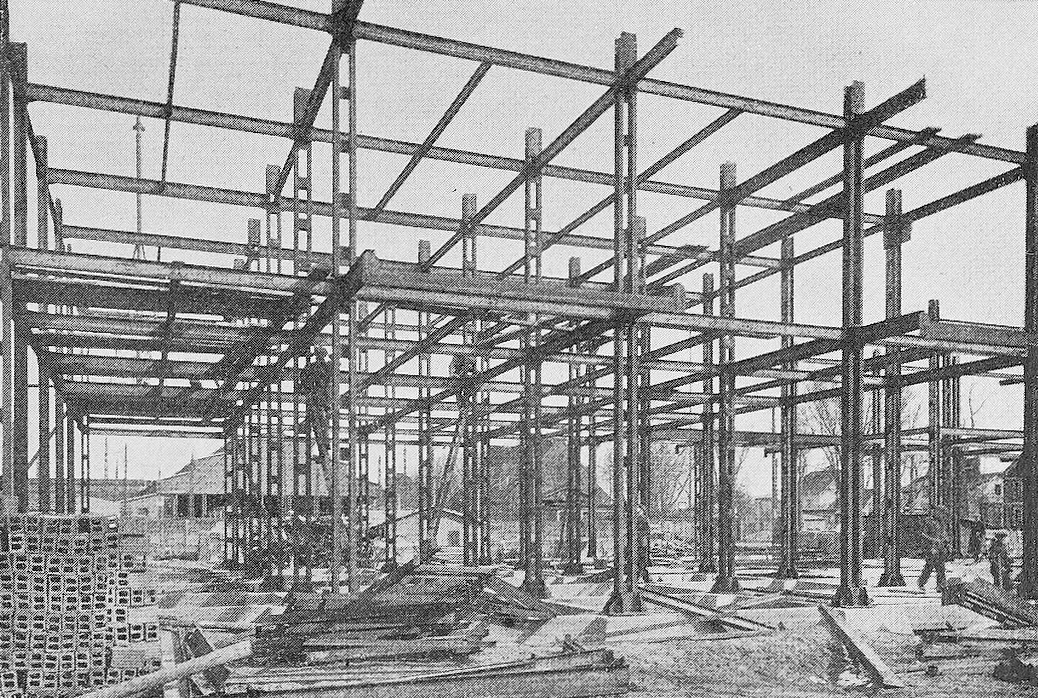
Szkielet budynku

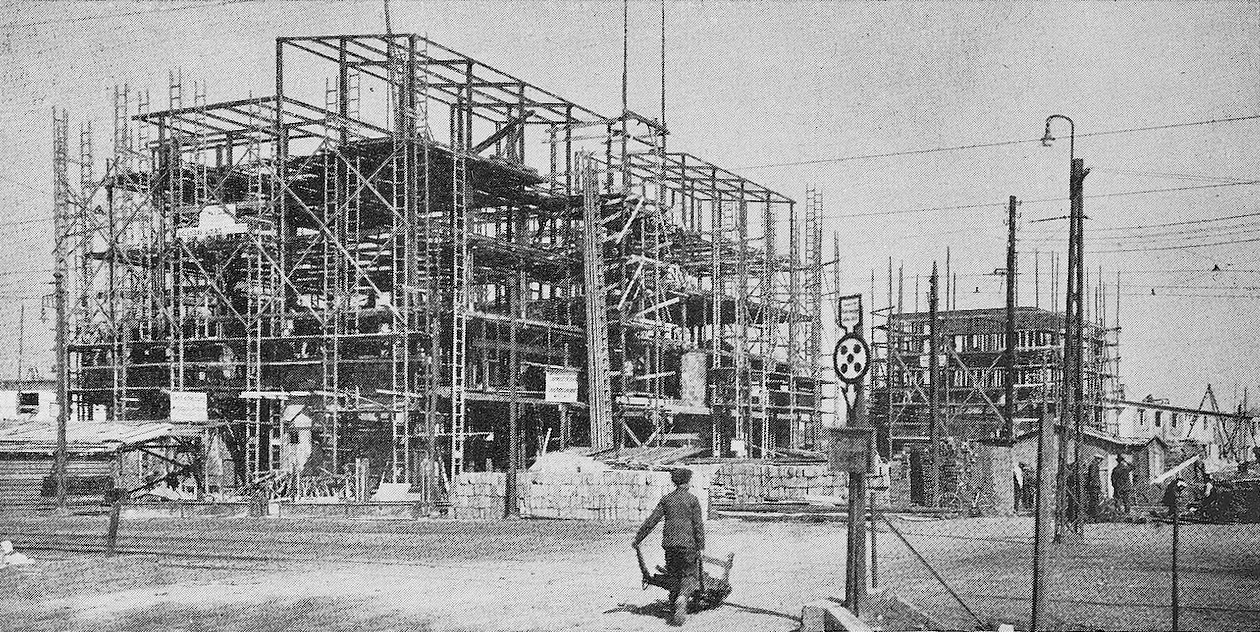
Dom w trakcie budowy

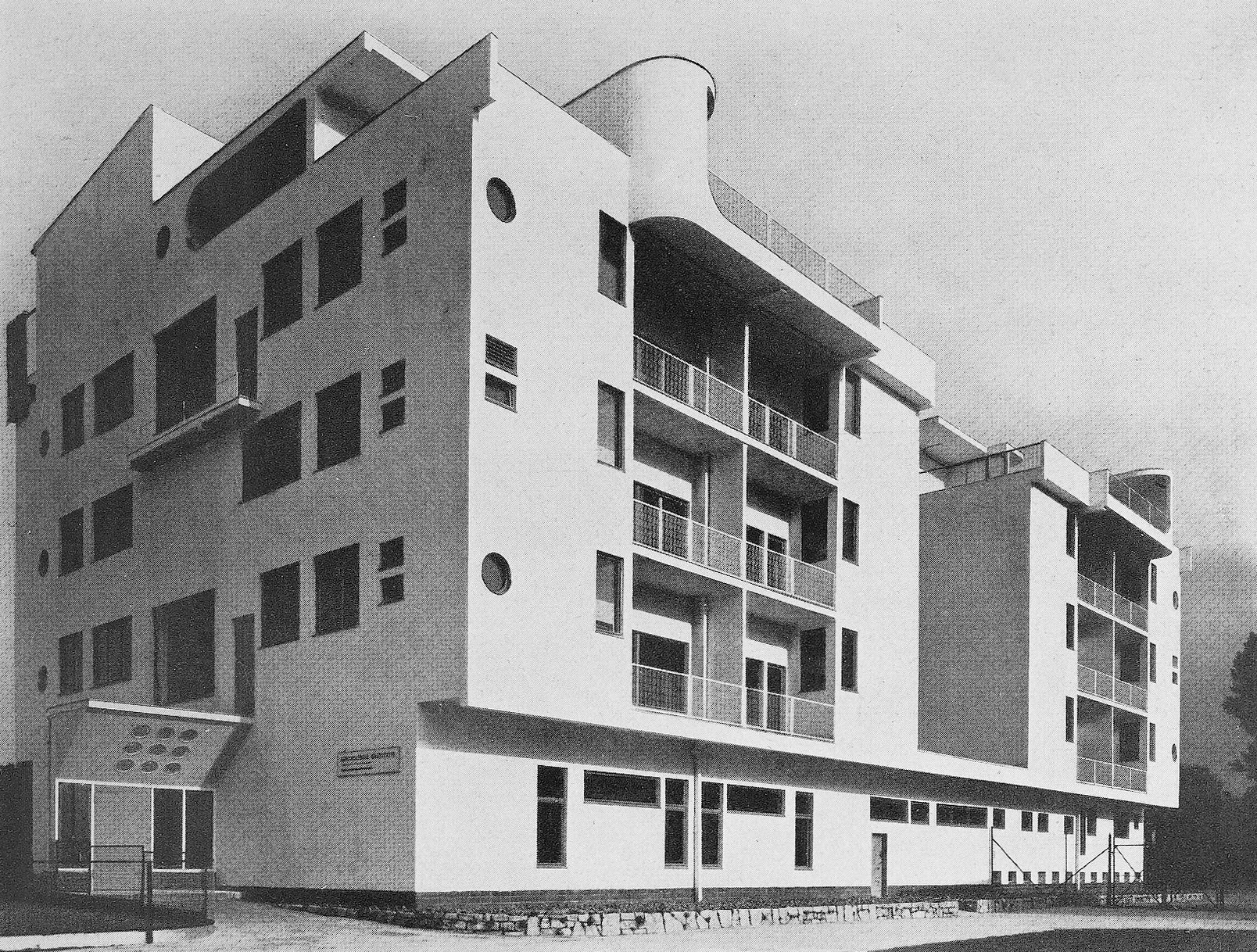
Dom w trakcie wystawy – elewacje zachodnia i północna

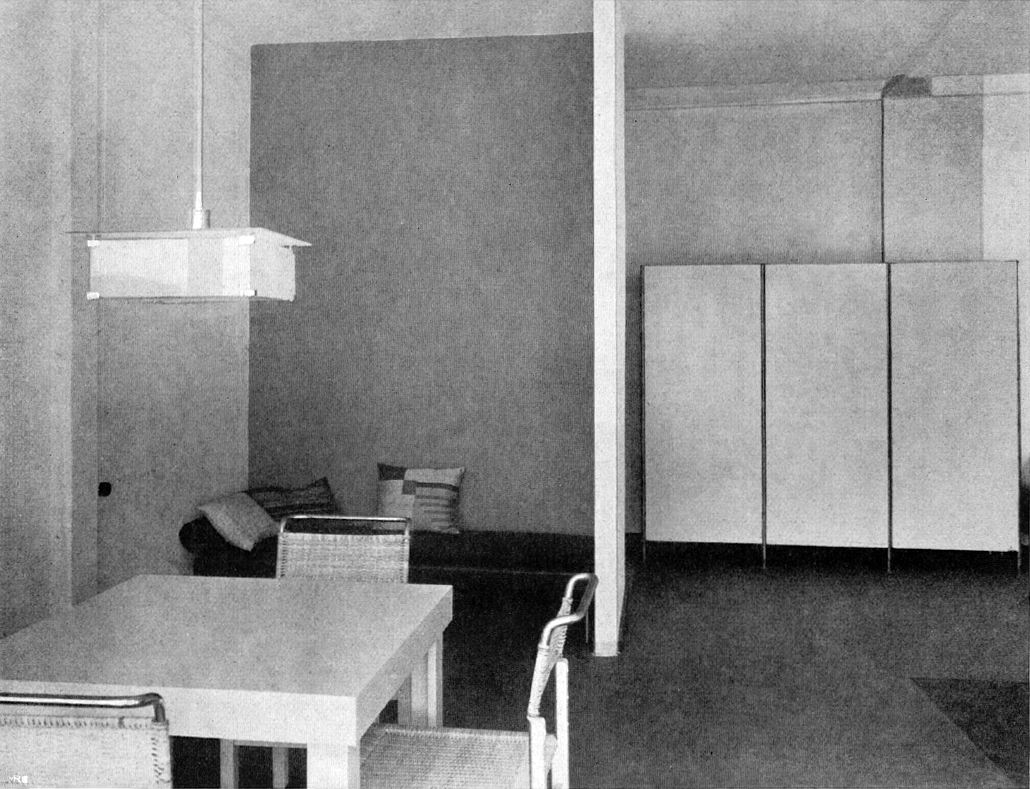
Wnętrze jednego z mieszkań z meblami zaprojektowanymi przez Jo Vinecky'ego w czasie trwania wystawy

Dom Studencki „Pancernik” (niem. Haus Nr 7, Turmhaus, Radinghaus, WuWA Dämpfer) – modernistyczny wielorodzinny dom mieszkalny we Wrocławiu, znajdujący się przy ul. Tramwajowej 2b, wybudowany jako dom wzorcowego osiedla wystawy „Mieszkanie i Miejsce Pracy” według projektu Adolfa Radinga. Po II wojnie światowej zaadaptowany na akademik Uniwersytetu Wrocławskiego.

## Historia
Budynek pełniący po II wojnie światowej funkcję domu studenckiego noszącego nazwę Pancernik powstał w roku 1929 jako wzorcowy dom wielorodzinny eksperymentalnego osiedla będącego najważniejszą częścią wystawy „Mieszkanie i Miejsce Pracy” odbywającej się od 15 czerwca do 29 września tegoż roku. Składało się ono z 32 domów różnego typu zaprojektowanych przez jedenastu wrocławskich architektów zrzeszonych w śląskim oddziale Niemieckiego Związku Twórczego (Werkbundu). Koncepcja przestrzenna tego osiedla została opracowana przez dwóch z nich: Adolfa Radinga i Heinricha Lauterbacha. Jego południowa część została przeznaczona na budynki wielorodzinne. Budynek Radinga stanął w pobliżu skrzyżowania ulicy Tramwajowej, wówczas Uechtritzweg z ulicą Zygmunta Wróblewskiego, wtedy Grüneicher Weg. Oznaczony został numerem porządkowym 7, w bezpośrednim jego sąsiedztwie znajdowały się dwukondygnacyjny dom nr 3–6 z ośmioma mieszkaniami zaprojektowany przez Gustava Wolfa oraz jednoklatkowy wielorodzinny dom nr 9 autorstwa Emila Langego z dostawionym szeregiem domów jednorodzinnych o numerach 10–22. Między domem Radinga a jednoklatkowcem Langego miał stanąć jeszcze budynek z garażami o numerze 8 również autorstwa Radinga, jednak z nieznanych powodów nie został zrealizowany.
Rading jako współtwórca osiedla pragnął wybudować i zaprezentować zwiedzającym wystawę dom, który stałby się ucieleśnieniem dwóch idei jakie chciał już od pewnego czasu wprowadzić w życie, a którymi zajmował się dotąd jedynie teoretycznie. Pierwszą z nich była koncepcja elastycznego mieszkania, które można byłoby dostosowywać do indywidualnych potrzeb właściciela. Było to możliwe dzięki zastosowaniu konstrukcji szkieletowej, ściany działowe nie miały wówczas właściwości nośnej, można było je zatem ustawiać w dowolnej konfiguracji. Powstał więc budynek, w którym na każdym piętrze znajdowało się osiem mieszkań o tej samej powierzchni, lecz każde z nich miało inny układ i proporcje poszczególnych pomieszczeń. W myśl idei Radinga można było także łączyć ze sobą mieszkania na jednej kondygnacji, a nawet na sąsiednich kondygnacjach, tworząc tym samym mieszkania wielopoziomowe. Każdy, kto wprowadziłby się do takiego domu, mógłby bez problemów przebudowywać mieszkanie stawiając lub burząc ściany według własnego uznania. O pomyśle tym Rading opowiadał na łamach czasopisma Die Form dwa lata przed wystawą.
Drugą, jeszcze ważniejszą jak się wydaje, ideą był pomysł stworzenia „domu wspólnoty”, który zastąpiłby dominujące wówczas w budownictwie wielorodzinnym kamienice czynszowe. Lokatorzy takiego domu mieli tworzyć społeczność żyjącą razem, a nie obok siebie. Dlatego w budynku tym Rading przeznaczył pewną część powierzchni na pomieszczenia do wspólnego użytkowania: pokoje zabaw dla dzieci, a dla dorosłych czytelnie, miejsca spotkań towarzyskich i rekreacji. Zaplanował także sklepy z podstawowymi artykułami zaopatrzenia na parterze. Wszystko to miało uaktywnić mieszkańców domu, którzy mieli tworzyć żyjącą wspólnotę. Tę ideę architekt przedstawił w artykule opublikowanym w czasie trwania wystawy: Dzięki wspólnym zieleńcom, korytarzom, wspólnym pomieszczeniom, ogrodom dachowym i urządzeniom gospodarczym można zrekompensować ciasnotę indywidualnego mieszkania, zamienić beznadzieję egzystencji w ciasnym mieszkaniu w krętej czynszowej kamienicy ze źle wietrzoną klatką schodową w żyjącą i świadomą wspólnotę.
W pierwotnych planach dom ten miał być o kilka pięter wyższy, dlatego nosił nazwę Turmhaus (wieżowiec) lub Hochhaus (wysokościowiec), Rading dzielił z wieloma innymi architektami z nurtu Neues Bauen fascynację amerykańskimi drapaczami chmur, dlatego chciał przeszczepić na niemiecki grunt ideę wielopiętrowych domów mieszkalnych. Nie są jednak znane szkice czy rysunki przedstawiające dom według pierwotnej koncepcji. Źródła w tej kwestii nie są zgodne, niektóre podają, że miał mieć on sześć pięter wysokości, inne mówią o dziesięciu. Nie są też jasne okoliczności, które zmusiły architekta do zmiany projektu. Mówi się między innymi o osobistej niechęci ówczesnego Miejskiego Dyrektora do spraw Budownictwa Fritza Behrendta, który był przeciwnikiem zorganizowania wystawy, przepisach budowlanych nie pozwalających na wznoszenie tak wysokich budynków mieszkalnych oraz o ograniczeniu środków na wystawę. Gdyby jednak budynek powstał w pierwotnej postaci, byłby wówczas najwyższym w Europie budynkiem mieszkalnym z płaskim dachem.
Prace związane z budową wysokościowca i jednocześnie całego eksperymentalnego osiedla ruszyły dość późno, bo dopiero wiosną 1929 r. ze względu na to, że mrozy utrzymywały się do połowy marca. Budowa zakończona została trzy miesiące później w czerwcu, na krótko przed otwarciem wystawy. W pracach budowlanych i związanych z wykańczaniem budynku uczestniczyło kilkadziesiąt firm z Wrocławia. W projektowaniu wnętrz Radingowi pomagali współpracownicy z wrocławskiej Państwowej Akademii Sztuki i Rzemiosła Artystycznego: pierwsza żona architekta Anna Rading, która projektowała firany i zasłony, Jo Vinecky był autorem projektu mebli, a Li Vinecky-Thorn tkanin. W czasie trwania wystawy, tak jak wszystkie inne domy osiedla, dostępny był dla zwiedzających także od wewnątrz. Goście wystawy oglądali zaprojektowany przez architekta układ wnętrz oraz kompletne ich wyposażenie z meblami i innymi sprzętami. Dom nr 7 zaprojektowany przez Radinga wraz z domem nr 31 autorstwa Hansa Scharouna przeznaczonym dla osób samotnych i bezdzietnych małżeństw był jednym z dwóch najchętniej odwiedzanych domów z całego osiedla.
Po zamknięciu wystawy właściciel obiektu czyli spółka Siedlungsgesellschaft Breslau A.G. postanowiła wynająć na okres dwóch lat domy w celu eksperymentalnego sprawdzenia założeń nowej architektury. Lokatorami nowego osiedla zostali w większości pracownicy Akademii Sztuki, artyści i przedstawiciele wolnych zawodów. W dawnym domu nr 7 mieszkali przed rokiem 1945 między innymi znani artyści, tacy jak rzeźbiarz Robert Bednorz, profesor wrocławskiej akademii oraz Georg Muche – jeden z pierwszych malarzy abstrakcyjnych w Niemczech, Johannes Molzahn – malarz, grafik i fotograf, Gerhard Neumann – malarz abstrakcyjny. W latach trzydziestych dokonano dwóch zmian we wnętrzach budynku. W roku 1931 powstał projekt urządzenia na parterze szkoły waldorfskiej z dwiema salami lekcyjnymi i zapleczem sanitarnym. Jednak już w roku 1935 w jej miejscu urządzono trzy dodatkowe mieszkania. Autorami tego ostatniego projektu byli Paul Heim i Albert Kempter.
W czasie oblężenia Wrocławia wiosną 1945 r. dom został poważnie uszkodzony, elewacja został ostrzelana, szczególnie od strony wschodniej, spaleniu uległy całkowicie wnętrza. Konstrukcja jednak nie została naruszona i możliwa była jego odbudowa. W latach pięćdziesiątych dom został przeznaczony na akademik. Przeszedł generalny remont, który w związku z dostosowywaniem do nowej funkcji wiązał się także z istotną przebudową wnętrz. Zdecydowano się także powiększyć powierzchnię użytkową poprzez rozbudowę domu. Dzięki czemu daleko idącym zmianom uległa jego bryła. W następnych latach dom przechodził jeszcze kilka remontów. Ostatni z nich na początku XXI w., w czasie którego wykonano ocieplenie płytami styropianowymi pokrytymi tynkiem fakturowym w kolorze jasnoróżowym oraz wstawiono okna PCW. Dom Studencki „Pancernik” czynny był nieprzerwanie od lat pięćdziesiątych, początkowo był akademikiem żeńskim, później przeznaczony był dla małżeństw. Swoją działalność zakończył w roku 2012 i od tego czasu pozostaje nieużytkowany. Wiosną roku 2014 Senat Uniwersytet Wrocławskiego wyraził zgodę na wystawieniu go na sprzedaż, do której jednak nie doszło. W 2017 r. wstrzymano procedurę sprzedaży ze względu na pobliską inwestycję publiczną. W czasie pandemii COVID-19 używany był jako izolatorium. W 2022 r. po trwającym tydzień remoncie wnętrz używany był jako przestrzeń noclegowa dla uchodźców z Ukrainy. 

## Opinie
Dom-wspólnota zaprojektowany przez Adolfa Radinga stał się przedmiotem ostrej krytyki na łamach fachowych czasopism. Krytycy publikujący w nich swoje relacje z wystawy oceniali go bardzo źle, chyba najgorzej ze wszystkich domów całego osiedla. Wytykano architektowi liczne błędy w planach powodujące niefunkcjonalność mieszkań: doświetlenie niektórych z nich od północy, małe okna w kuchniach, podczas gdy w łazienkach były większe, dostęp do toalety lub sypialni w niektórych mieszkaniach poprzez kuchnię czy zbyt dużą powierzchnię korytarza. Krytykowano też ideę wspólnoty mieszkańców jako utopię niemożliwą do zrealizowania. Niektórzy posunęli się tak daleko w krytyce, iż sugerowali, że Rading zaprojektował ten dom celowo, aby zwrócić tylko na siebie uwagę, nazywając architekta Herostratesem przy desce kreślarskiej.
Równie surowi w ocenie okazali się polscy architekci recenzujący wrocławską wystawę Werkbundu. Teodor Toeplitz w artykule opublikowanym w kwartalniku „Mieszkanie, Dom, Osiedle” w relacji z Wuwy, w której skupił się jedynie na ocenie domów wielorodzinnych wytyka projektowi przede wszystkim niefunkcjonalność, napisał w niej tak: Próbę Radinga stworzenia nowego typu domu wielomieszkaniowego należy uważać za nieudaną. Wprawdzie dom ten o 3-ch poziomach należy traktować pg pierwotnego projektu autora, jako niedokończony dom wieżowy 10-poziomowy, ale nawet takie jego ujęcia nie uzasadni wielkich przestrzeni zmarnowanych na wejścia, klatkę schodową, korytarze. Nic też nie może uzasadnić planu dopuszczającego istnienie pokoi dziecinnych, mających okna na świetlik i to na północ zwrócone; albo alkowy bez bezpośredniego dostępu światła dziennego, wentylowanej przez sąsiedni pokój mieszkalny.
Z kolei Edgar Norwerth na łamach czasopisma „Architektura i Budownictwo” w swojej obszernej relacji z wystawy krytykował zarówno funkcje jak i formę budynku. Opisał go tymi słowami: „Volkswohn-hochhaus” prof. A. Rading'a, który z różnych przyczyn nie osiągnął zamierzonej pierwotnie wysokości, jest eksperymentem rozłożenia ośmiu minimalnych mieszkań przy jednej klatce schodowej z połączeniem ich szerokim korytarzem, mającym służyć jako pomieszczenie do ogólnego użytku. Pomimo niezbyt wyraźnego sposobu wykorzystania tych wspólnych pomieszczeń, silnie uzależnionego od poziomu kulturalnego i usposobienia mieszkańców, poczynionego eksperyment nie można uznać za udatny. Rozplanowanie mieszkanek o powierzchni około 60 m² nie wydaje się dobrze dostosowane do typu mieszkańców. Zwłaszcza przykre są alternatywy mieszkań o ciemnych i nieprzewietrzanych sypialniach. Zewnętrzny wygląd domu też się nie udał, aczkolwiek mieliśmy możność oglądać bardzo dobrą pracę autora w mieście, gdzie w przebudowanym domu Mohr Apoteke dał wyraz dobrego zrozumienia formy współczesnej i jej kulturalnego ujęcia. W domu wystawowym prof. Rading miał trudne zadanie uzgodnić monumentalność bloków z drobnym ustrojem wewnętrznego rozplanowania. Rozbicie zwartości brył wymyślnemi wykuszami i dekoracyjnemi dodatkami nadało, zwłaszcza w górnej części budynku, nieprzyjemny charakter przebrzmiałej francuskiej secesji. Zresztą nie można mówić o proporcjach domu, który nie został wykonany w pełnej projektowanej wysokości.